# Psicología de masas
La psicología de masas es el estudio del comportamiento de los grupos colectivos. Es decir, esta rama se encarga de investigar por qué los individuos se contagian del comportamiento de los demás y se limitan a repetirlo sin cuestionarse nada. La influencia repercute en cualquier aspecto de la vida ya sea político, religioso, social, económico o moda. Por supuesto, la cultura de dicho grupo social está completamente relacionada con los valores que la masa comparte. 
La idea de psicología de masas se centra en la inexistencia de autonomía dentro de un grupo ya creado. Una persona que forma parte de una masa deja de ser independiente, es más, se subordina al grupo al que pertenece.

## Breve reseña de la investigación de la psicología de masas
Ya desde la antigüedad grandes filósofos como Platón o Aristóteles realizaron teorías sobre la organización de sociedades en las que un patrón se repetía entre las personas que formaban dicha sociedad.
El sociólogo Emile Durkheim creó el concepto de anomia, una alienación que se desarrolla cuando el ser humano no tiene la sensación de pertenecer a una comunidad determinada. Durkheim hacía hincapié en que la causa de aquello era una ruptura de orden social, alterado por los cambios de la división del trabajo social.
Según Gustave Le Bon:

La masa es siempre intelectualmente inferior al hombre aislado. Pero, desde el punto de vista de los sentimientos y de los actos que los sentimientos provocan, puede, según las circunstancias, ser mejor o peor. Todo depende del modo en que sea sugestionada.

La investigación prosiguió mediante William McDougall, psicólogo británico que a través de la fisiología pretendía demostrar que todos los miembros de una sociedad hacen uso de sus funciones fisiológicas para adaptarse al medio, para integrarse en esa masa comentada anteriormente.
Sigmund Freud y Alfred Adler investigaron los orígenes inconscientes del comportamiento humano. Freud tenía la curiosidad de conocer la necesidad de los deseos sexuales del hombre y Adler pretendía averiguar en qué momento el hombre tendría deseo de poder y dominación.
Freud define la Psicología Colectiva en la siguiente frase: 

El individuo se le ve como miembro de una tribu, pueblo, casta social o institución que se organiza en una masa o colectividad.

En 1930 se reabrió la investigación a manos de George Herbert Mead, que resaltó la indudable importancia de la aceptación social de la opinión de cada individuo. Más tarde Michel Foucault haría hincapié en aspectos del individualismo como la fuerza de la sociedad, sexualidad y nuevas formas de control social.
En 1940 Kurt Lewin, un psicólogo alemán conocido por ser el fundador de la Psicología Social moderna, continuó la investigación haciendo hincapié en la importancia de la sociedad que rodea al individuo una vez apartado del grupo.

## Conceptos fundamentales
La psicología de masas abarca tres áreas fundamentales: 
1. La naturaleza social de los individuos. El comportamiento de las personas viene marcado por sus genes biológicos y su costumbre cultural.
2. Su relación con los demás. La conducta de los seres humanos viene influenciada por el contagio que adquieren de los demás grupos colectivos. Estos tienden a hacer las mismas acciones que ven en los demás. Por eso al relacionarse con ellos suelen actuar comportándose de manera similar.
3. Su representación de la vida en sociedad. Al verse presionados por los demás grupos sociales, las personas acaban cediendo ante una idea dominante. Una vez que el individuo forma parte de este grupo colectivo se deja llevar por los sentimientos y se une a estos, dejando de lado sus hábitos anteriores sin cuestionarse si son correctos o no.

## Gustave Le Bon y su descripción del alma de las masas
Para el autor Gustave Le Bon la Psicología de Masas es: «la relación de individuos con su medio». Es decir, los seres humanos al relacionarse con otra masa o grupo social suelen destacar unas características: son un alma colectiva en la cual sienten, piensan y actúan de forma totalmente diferente a la que sentirían, pensarían y actuarían de manera individual. No es lo mismo actuar en un grupo que realizar una tarea de forma aislada. 
Para que los seres humanos formen un grupo colectivo tiene que haber algo que los una a todos en masa. Según Le Bon, al unirse las personas desaparecen las virtudes de estos y su peculiaridad, «lo heterogéneo se hunde en lo homogéneo». El Yo deja de existir para crear un Nosotros.

### Causas del alma de masas
1. Sentimiento de poder invencible: el hombre deja de lado sus responsabilidades ya que los sentimientos le unen a una masa que se expresa de forma anónima. Freud sostiene que el individuo al entrar en el grupo queda subordinado a condiciones que le permiten echar por tierra las represiones de sus mociones pulsionales inconscientes. Desaparecerá la conciencia moral del ser humano, tanto para lo bueno como para lo malo.
2. Contagio de sentimiento y forma de actuar: el interés colectivo pasa a ser el rasgo más importante. Las acciones y sentimiento serán contagiados, lo que llevara a cabo que el ser humano sacrifique sus hobbies por el interés colectivo, la mayoría de las veces de forma inconsciente (lo más importante es sentirse integrado).
3. Sugestionabilidad: es la causa más importante. El ser humano se contagia y pasa a ser hipnotizado por las acciones de los otros. Con lo cual, adapta características diferentes que ejerce de forma aislada. No tiene conciencia de sus actos porque se ha dejado contagiar por la masa. Asimismo, Le Bon cree que la masa es impulsiva, voluble y excitable. Ya que aparece un sentimiento de omnipotencia y el ciudadano ya no ve nada imposible.
4. Identificar el alma de las masas con el alma de los primitivos. Cuando en las masas no están de acuerdo con algo, se tolera y discute sin que esto se convierta en un problema. Está sujeta al poder mágico de las palabras porque no conocieron lo real. La masa pide ilusiones que no pueden rechazar, lo irreal predomina ante lo real.
5. Mecanismo de Supervivencia: Ya Le Bon mencionaba que en la "masa" desaparecen las peculiaridades de los individuos. Hay un acuerdo tácito del grupo en las peculiaridades que la masa ha de manifestar. «Es mejor 2 —o muchas— cabezas que una», En la masa el individuo percibe la oportunidad de alcanzar lo imposible para el uno, pero sí para el grupo. Y por supuesto hay sacrificios pero alguna de las necesidades del individuo las cubrirá la masa. En la naturaleza vemos muestras formidables de la masa con propósito de supervivencia: Las manadas de mamíferos, las parvadas de aves, los peces, etc. Hay mayor oportunidad de supervivencia en el conjunto, en la masa, que de manera individual.

### Características negativas de la masa
Los sentimientos de la masa son simples y exaltados. Esta quiere ser dominada y someter a la vez. 
La sociedad en masa presenta características negativas como son: la impulsividad; inconsciencia; falta de perseverancia; influenciable y crédula; acrítica; voluble; intolerante; sentimientos simples y exaltados. En la masa predomina una falsa ilusión sobre lo real.
La masa no existe sin un líder y este presenta cualidades como: fuerte personalidad; una creencia marcada y voluntad poderosa. 
Los grupos colectivos se sienten atraídos por el prestigio que presenta el líder. Si el jefe perdiese este prestigio decepcionaría a la masa. Ya que el prestigio no lo tiene cualquiera, por eso los grupos colectivos se dejan hipnotizar por este. 
Otra característica negativa que hay que resaltar es que los grupos colectivos al unirse a la masa, presentan un bajo rendimiento intelectual, al no ejercitar su mente por sí mismos. Se ven mermados por el aumento de afectividad y se hipnotizan por la capacidad inferior que presentan el resto de miembros. Intentan nivelarse al nivel intelectual. 
Le Bon apostilla que los individuos una vez pasan al grupo colectivo estos pasaran a ser dominados por un jefe. Ya que a los individuos las ideas del líder les fascinan, están hipnotizados por estos. 
También se debe tener en cuenta que el hecho de que una mayoría coincida en un determinado punto de vista no significa que sea necesariamente la opinión correcta. La falta de información, el peso de los intereses de cada grupo o la ausencia de suficiente reflexión pueden hacer predominar ideas equivocadas.

### Masas estables y efímeras
A lo que Le Bon se refiere es a dos tipos de masas: las efímeras y estables. 
Las masas efímeras son las que se acumulan por la reunión de grupos de diversos tipos con miras a un tipo de interés pasajero. Mientras que las masas estables son cuando los seres humanos consagran su vida para encarnarse en las instituciones de la sociedad. 
A lo que se refiere el autor es que el ser humano cuando permanecía individual poseía unas características, tradiciones, usos, virtudes y se mantenía alejado de los otros. Y al unirse al resto de la masa adquiere las características de los otros grupos colectivos de forma totalmente rápida.

## Crítica de Freud
La principal crítica del psicoanalista Freud va referida al hecho de que un individuo deba descuidarse a sí mismo en el momento en que se une a un grupo colectivo, ya que todos deben de ser iguales y poseer lo mismo. El ser humano debe de tener la posibilidad de elegir lo que quiere, desea y piensa. Freud hace hincapié en la idea de igualdad social, ya que esta es la raíz de la conciencia moral, social y del sentimiento del deber. 
Cada ser humano forma parte de muchas masas, tiene varios enlaces de identificación y ha edificado su ideal del yo según los distintos modelos de masa. Cada ser participa del alma de muchas masas: su raza, estamento, comunidad de credo, comunidad estatal, etc. Y puede subirse por encima de todo esto hasta lograr una autonomía y ser más original. 
Cuando un individuo pasa de una masa efímera a una masa estable, en ese mismo momento, pierde su ideal del yo. Es decir, lo intercambia por el ideal de la masa corporizado en el líder. No es así en todos los casos, es excepcional. A veces para los seres humanos la separación entre su yo y su ideal del yo no llega demasiado lejos. 
Un ser humano quiere pasar a un grupo colectivo ya que se siente en muchas ocasiones solo y para salir de la soledad busca ser aceptado de cualquier manera posible. 
Freud entiende que las masas están gobernadas por lazos afectivos de dos clases: uno, la unión con el conductor y otro, la unión de los individuos entre sí. Ya que una masa es una multitud de individuos que han puesto un objeto, uno y el mismo en el lugar de su Ideal del Yo, a consecuencia de lo cual, se han identificado entre sí en su yo (esto permite que rivales al comienzo, han podido identificarse entre sí por parejo amor hacia el mismo objeto). 
Para hablar de las masas artificiales, Freud toma a la iglesia y al ejército por ser masas de alto grado de organización y duraderas en el tiempo, en dichas masas se emplea cierta compulsión externa para prevenir su disolución e impedir alteraciones de lo estructurado. Por regla general no se quiere preguntar al individuo si quiere ingresar en una masa de esa índole, ni se lo deja a su libre elección. Y el intento de separación suele castigarse o penarse rigurosamente, o se lo sujeta a condiciones muy determinadas. 
Toda la teoría sobre la psicología de masas creada por Freud se encuentra registrada en su obra Psicología de las masas y análisis del yo, que resultó un gran avance en los estudios acerca de la psicología.

## Investigación y áreas de aplicación
Actualmente, se aplica el estudio de la psicología de masas a través de la investigación para obtener resultados y respuestas acerca de diferentes temas y comportamientos o conductas de la vida humana. 
Temas como la disonancia y la conformidad son puntos de interés actual y que se estudian a través de la psicología de masas. También existen otros aspectos como la inteligencia o la orientación social que son investigados para saber si son genéticos o se adoptan o adquieren del entorno. 
Todas las personas que persiguen un objetivo buscan el convencimiento de las personas acerca de un determinado tema. Para ello, recurren a este fenómeno denominado psicología de masas con el fin de persuadirlos. Un ejemplo de ello serían los políticos o líderes que buscan el apoyo de una gran masa mediante la persuasión y el moldeamiento de los valores sociales. 
Para llevar a cabo las pertinentes investigaciones se puede recurrir a investigaciones de mercado, encuestas de opinión, entrevistas, trabajos de laboratorio, experimentos naturales, estudios detallados, análisis estadísticos, etc. 
Por tanto, se estudian casos como el comportamiento de los grupos colectivos en eventos o competiciones deportivas o la razón por la que las personas se paran a mirar determinadas cosas como puede ser un escaparate. También existe el caso en el que un investigador se introduce y convive con una comunidad para extraer conclusiones acerca de sus valores y costumbres.
La filosofía, la neuropsicología y la investigación de la inteligencia artificial conforman el conjunto interdisciplinar de las ciencias cognitivas.

## Conductas extremistas
Los colectivos extremistas actúan con normas de grupo bastante simplificadas. Hay personas que muestran estas conductas extremistas como son la obsesión, el fanatismo o el favoritismo por algo como puede ser un equipo de fútbol o pensar que algo es sagrado o intocable. Este tipo de grupos muestran desobediencia hacia las normas sociales y plasman sus enfados con el resto de los demás. 
Hay ciertas características como son contar con una educación y unas relaciones sociales deficientes o poseer prejuicios, lo que puede llevar a una persona a declinarse por un grupo de carácter extremista. Además, situaciones como la pobreza, vivir en una familia estricta o con unos valores marcados o en condiciones de opresión también puede decantarnos por este tipo de colectivos más radicalizados. 
Estos grupos acaban obsesionándose y se ciegan por un idealismo que puede llevarlos a la autodestrucción masiva. Se puede decir que se guían por las emociones y sus ideales carecen de respaldo alguno. 
Por estos motivos, para la comprensión de la psicología de masas es muy importante mantener la paz y el bienestar social ya que como hemos comprobado, las actitudes extremistas pueden derivar en violencia.

## La influencia de la publicidad y los medios de comunicación social
Los medios de comunicación en la actualidad influyen de manera constante en las personas para modificar sus modelos de vida, sus elecciones, sus costumbres, el consumo y la opinión pública. Este hecho es inevitable puesto que las masas son solo el destinatario, no se comunican a través de los medios; son los propietarios de esos medios quienes comunican algo. La tecnología y la inmensa cantidad de datos sobre los individuos facilitan una manipulación más estratégica y dirigida.
Los medios de comunicación (radio, televisión, prensa, internet) lanzan ciertos estereotipos o tendencias que nos influyen en nuestra forma de vida. El cine por su parte, también nos incide de una forma u otra en nuestra forma de pensar o actuar.
La publicidad es un claro ejemplo de persuasión ya que busca a toda costa atraer al público. Para ello, utilizan lemas o campañas dónde sustituyen un análisis racional por otro ligado a lo emocional. Pues bien, utilizan nuestra vulnerabilidad a través de las emociones para captar nuestra atención.

## Psicología de masas en la historia
La historia de la noción de masa nace con las multitudes incontrolables que se manifestaron en los movimientos revolucionarios y se convirtieron en una amenaza para el desarrollo del capitalismo industrial naciente. En ese contexto el control de las grandes concentraciones humanas se volvió una preocupación creciente de los gobiernos y de los científicos sociales. 
Tres momentos importantes en el desarrollo de las teorías acerca del hombre como masa: 
1. Visión aristocrática: Se extiende por un largo período de tiempo. En esta corriente de pensamiento se da por sentado como natural «la excelencia de unos pocos frente a la mezquindad de la mayoría».
2. Psicología de las multitudes: Antes de la Primera Guerra Mundial. Una representación negativa de la población como conjunto heterogéneo e inorgánico de personas incultas, salvajes e incapaces de pensamiento racional.
3. Escuela de Fráncfort: La sociedad es alienada.

Durante los periodos históricos del mundo se ha hecho uso de la psicología de masas para controlar al pueblo, ya que si tienes el poder para controlar a las masas, tienes el poder de gobernar. Las ideas más simples son las más creíbles, sobre todo si vienen en forma de «promesa». Entre los ejemplos más claros podemos fijarnos en la imposición de valores de la iglesia en la Edad Media y en los fascismos (alemán, italiano e, incluso, español). 
Uno de los casos más importantes en la historia de la psicología de masas fue el usado por Napoleón que comunicaba a su Consejero de Estado estas palabras: «Comulgando en público terminé con la guerra de la Vendée; haciéndome pasar por musulmán me establecí en Egipto; con dos o tres declaraciones papistas me ganaré a todos los curas de Italia».

## Psicología de las masas y violencia
La relación entre racionalidad y la realidad del comportamiento humano destacado sobre todo en el funcionamiento de la masa, tanto el agresor como la víctima. 
La acción violenta de las masas, como cualquier otra actividad humana, contiene parte de verdad y se halla fundamentada en motivaciones psicológicamente comprensibles, aunque sean inconscientes. Han existido revueltas, revoluciones y guerras por motivos de supervivencia, por codicia, por cuestiones de honor, por razones de justicia, etcétera. 
La percepción de la indignidad e injusticia social es un asunto relativo. Esto no suele suceder si las desigualdades sociales se toman como inevitables. 
Un denominador común de todos los fenómenos de masas es el amor o aceptación poco discriminada para los que acatan las leyes del grupo y, por otra parte, de odio o intolerancia hacia aquellos que no pertenecen a él. Esto es aplicable tanto a nacionalismos y religiones como a las pandillas de barrio o a los seguidores de un equipo de fútbol. El comportamiento de estos grupos humanos ha hecho a Erik Erikson (1966) hablar de “pseudo especies”.  Dicho esto debe comprenderse desde la perspectiva de la regresión narcisista al estado de desarrollo mental llamado ‘preambivalente’, en el que el niño percibe a las personas de su alrededor como buenas o malas. En el ser humano persiste siempre, en mayor o menor grado, el potencial de un retorno al estado psicológico en que las relaciones se sentían como ideales o, por el contrario, persecutorias (Klein, 1946). El individuo extirpa lo malo de su líder, de su grupo —y de sí mismo—, y se lo implanta al enemigo. Además, se apropia de los atributos buenos que los rivales puedan tener. Es en estas circunstancias cuando el Superyó puede encontrar no sólo aceptable, sino como obligación, la eliminación de los oponentes, depositarios de todo lo abominable. Así pues se consigue justificar los actos de terrorismo y las acciones de guerra, y cómo se refuerzan a la vez los sentimientos nacionalistas de pertenencia. 

### Uso de la regresión
La regresión psicológica de los grandes grupos humanos se caracteriza por una pérdida de la identidad individual; reagrupamiento en torno a un líder; ruptura mental marcada; proyecciones e introyecciones masivas; obsesiones narcisistas compartidas; desaparición del sentido de la realidad; incapacidad de realizar duelos; y abolición de la confianza básica en la humanidad del prójimo. La regresión generada por el terror se caracteriza por el desarrollo de una locura colectiva, con pérdida del criterio individual. Se fomentan el pensamiento mágico, los mitos nacionalistas, el narcisismo de las pequeñas diferencias y la deshumanización del adversario. El objetivo psicológico de dicha regresión es el de agrupar a la comunidad en situaciones de amenaza. Pero esta amenaza puede ser real, fabricada o delirante. 
En situaciones violentas, los gestos de compasión suelen ser interpretados por el grupo que se siente amenazado como síntoma de debilidad del enemigo. Por ejemplo, en el caso del terrorismo, las reacciones de acuerdo por parte del gobierno suelen ser malinterpretadas y utilizadas para fines destructivos. Sin embargo, raramente, la represión del terrorismo también puede aumentar el número de partidarios a sus fines.
Como dijo Waelder: «la relación entre el consenso con que un gobierno ha de contar para poder gobernar y el grado de fuerza en que se ha de apoyar, depende de la naturaleza de la coerción [...] y del clima moral que determina cuánta fuerza puede usarse». Las restricciones severas de la libertad llevan incluido el mensaje de la injusticia de la Ley y siempre benefician a la táctica de unos terroristas que pretenden fomentar la inseguridad en la ciudadanía. La finalidad de los terroristas es poner a los políticos libremente elegidos en la dificultad de tener que ceder a sus peticiones o soportar la posibilidad de ser acusados de despotismo. La libertad tiende siempre a dañar a la autoridad, pero ninguna comunidad puede sobrevivir sin una unión de ambos principios. 
Cabe resaltar el papel de los medios de comunicación en las sociedades democráticas. Estos medios pueden aumentar las regresiones emitiendo información relacionada con una separación mental primitiva de los grupos en “buenos” y “malos”, e interviniendo de portavoz y altavoz de las causas terroristas. En su afán de sensacionalismo, estos medios pueden fortificar la estrategia terrorista de difusión e influencia sobre una sociedad de simpatizantes pasivos y asustados, dispuestos a identificarse con los culpables.